# Warzenschweine
Die Warzenschweine  (Phacochoerus) sind eine in weiten Teilen Afrikas beheimatete Gattung der Familie der Echten Schweine (Suidae). Es werden heute meist zwei Arten unterschieden: das
- (Eigentliche) Warzenschwein (Phacochoerus africanus) und das
- Wüstenwarzenschwein (Phacochoerus aethiopicus).

Das (Eigentliche) Warzenschwein ist die bekanntere und weiter verbreitete Art, sie ist nahezu in ganz Afrika südlich der Sahara beheimatet. Das Wüstenwarzenschwein gilt als seltener. Es kam in zwei Unterarten im südlichen und östlichen Afrika vor, die südafrikanische Population ist jedoch ausgestorben.
Früher ging man von nur einer Warzenschweinart aus. Neuere Untersuchungen legen jedoch nahe, dass es zwei verschiedene Arten gibt. Die Unterschiede zwischen beiden Arten liegen vorwiegend im Bau des Schädels und der Zähne.
Näheres siehe unter den beiden Artikeln.

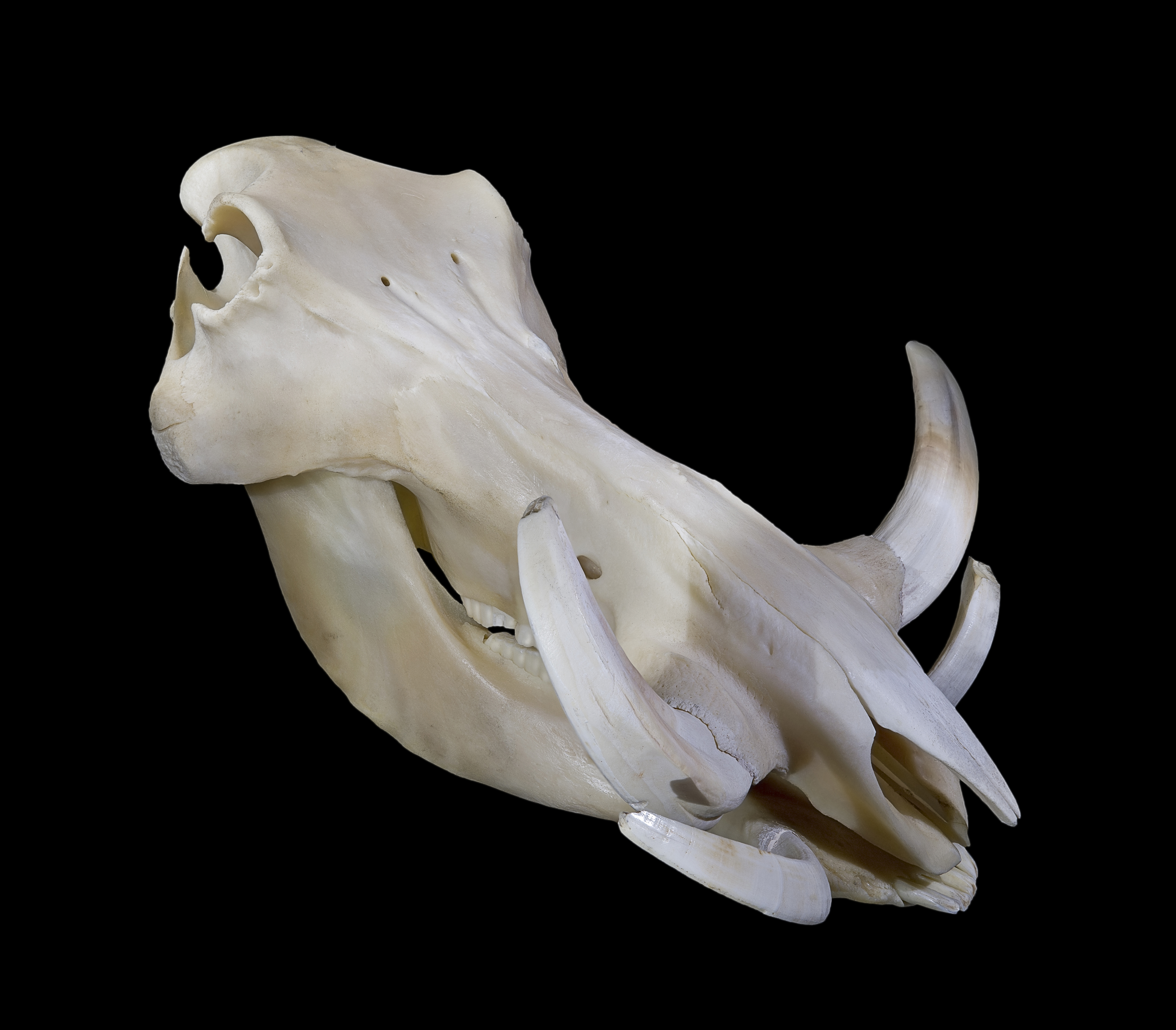
Schädel